# 庫洛布
庫洛布，旧称库利亚布（羅馬化：Kuljab）是塔吉克斯坦的城市，由哈特隆州負責管轄，位於該國西南部，距離首都杜尚別203公里，是該國現任總統埃莫馬利·拉赫蒙的出生地，海拔高度580米，2015年人口10.12万人:9。